# Ayuncha
Ayuncha es un paraje del Departamento Loreto en la Provincia de Santiago del Estero, que se encuentra a 30 km de Loreto, sobre la Ruta Provincial 159, que sirve de acceso a las localidades de Villa Atamisqui y Estación Atamisqui.
Tiene un destacamento policial, un puesto sanitario y la Escuela Nº 969.
Fue una de las postas del camino al Alto Perú.